# Tuchla (stacja kolejowa)
Tuchla (ukr. Тухля, ros. Тухля) – stacja kolejowa w miejscowości Tuchla, w rejonie stryjskim, w obwodzie lwowskim, na Ukrainie.
Stacja powstała w czasach Austro-Węgier.